# Amrit bani
Amrit bani est une expression sikhe qui se retrouve dans des versets du Guru Granth Sahib, le livre saint des sikhs. Amrit veut dire nectar, et, bani: parole. Dans la page 103 du Guru éternel, l'expression Amrit bani est utilisée:
ਅੰਮ੍ਰਿਤ  ਬਾਣੀ  ਹਰਿ  ਹਰਿ  ਤੇਰੀ.  
ਸੁਣਿ  ਸੁਣਿ  ਹੋਵੈ  ਪਰਮ  ਗਤਿ  ਮੇਰੀ.
Ce qui peut se traduire:
« Ô Dieu ta parole est nectar.
L'entendre m'amène vers le plus haut état de béatitude ».

Page 665 du Guru Granth Sahib, Amrit bani est aussi écrit.
Amrit Bani est aussi utilisé dans le nom: Amrit Bani Radio: une station radiophonique qui diffuse la foi sikhe.